# Solemyidae
Solemyidae zijn een familie van tweekleppigen uit de orde Solemyoida.

## Geslachten
- Acharax Dall, 1908
- Solemya Lamarck, 1818